# Паганони, Хесус Артуро
Хесу́с Арту́ро Пагано́ни Пе́нья (исп. Jesús Arturo Paganoni Peña; род. 24 сентября 1988[…], Гвадалахара) — мексиканский футболист, играющий на позиции защитника. Ныне выступает за мексиканский клуб «Веракрус».

## Клубная карьера
Хесус Паганони начинал свою карьеру футболиста в мексиканском клубе «Атлас» из своего родного города. 15 апреля 2007 года он дебютировал в мексиканской Примере, выйдя на замену в дерби с «Гвадалахарой». 4 апреля 2010 года Паганони забил свой первый гол на высшем уровне, сравняв счёт в домашнем поединке против «Атланте».
Вторую половину 2012 года он на правах аренды провёл за мексиканскую «Толуку», но сыграл за неё лишь один матч в Примере. Вторую половину 2014 года Паганони на тех же правах выступал за «Ирапуато» в лиге Ассенсо МХ.
С начала 2015 года Хесус Паганони играет за «Веракрус».

## Достижения
«Веракрус»
- Обладатель Кубка Мексики (1): Кл. 2016